# 러시아의 우크라이나 침공이 원자력 발전소에 끼친 영향
우크라이나에는 4곳의 원자력 발전소와 1986년 체르노빌 사고가 발생한 체르노빌 제외 구역이 있다. 3월 11일 현재 체르노빌과 자포리자 원자력 발전소는 모두 2022년 러시아의 우크라이나 침공 기간 동안 전장에 있었다. 침공은 재난 발생 가능성과 발전소의 상태를 두고 수많은 논의를 불러왔고, 다른 유럽 국가의 원자력 에너지 계획에 대한 논쟁을 촉발했다.

## 전투
초르노빌 전투는 침공 첫날인 2월 24일, 키이우 공세 중 벌어졌다. 러시아군은 같은 날 제외 구역을 점령했다.
에네르호다르 공방전은 2월 28일 우크라이나 남부 공세 동안 러시아군이 진격하면서 시작되었다. 러시아는 3월 3일부터 다음날까지 자포리자 원자력 발전소를 공격하고 점령했다. 3월 6일 IAEA는 발전소 운영에 대한 러시아의 군사적 개입 및 발전소의 통신용 전화 및 인터넷 네트워크 차단 가능성에 대해 우려를 표명하는 성명을 발표했다.

## 안전 문제
체르노빌과 자포리자 발전소 점령 이후 IAEA와 우크라이나 정부는 직원들이 적절한 휴식을 제공받지 못하고, 정기적인 유지 보수 작업이 수행되지 않는 것 등 여러 안전 문제를 제기했다. 몇몇 유럽 국가의 약국은 침공 후 첫 2주 동안 요오드 알약이 품절되었다고 보고했다. 그러나 일부 유럽 원자력 안전 당국은 지금까지 당면한 중대한 방사능 재해가 발생 위험은 없다고 결론지었다.
3월 6일 프랑스 대통령 에마뉘엘 마크롱은 러시아 대통령 블라디미르 푸틴과 전화통화를 하고 푸틴에게 "발전소의 안전을 보장하고 분쟁에 휘말리지 않도록 할 것"을 촉구했다. 통화 후 크렘린궁은 안전 보장을 위해 IAEA 및 우크라이나 정부와 협상에 참여할 용의가 있다는 성명을 발표했다.

## 유럽의 원자력 관련 논쟁
우크라이나 침공은 유럽에서 원자력의 미래에 대한 논의를 불러일으켰고, 많은 논평가들은 러시아에서 수입하는 천연 가스 의존도를 줄이기 위해 원자력 발전을 늘려야 한다고 주장한다.
특히 독일은 2011년부터 독일의 대부분의 원자력 발전소를 폐쇄해 왔고, 나머지 3개도 가동 중지할 예정이었던 단계적 탈원전 정책 관련 논쟁을 보아 왔다. 2월 28일, 독일 경제부 장관은 독일 정부가 남아 있는 원자력 발전소의 단계적 폐쇄 중단을 고려할 것이라고 밝혔다. 그러나 3월 9일 독일은 탈원전 중단 요구를 거부하는 성명을 발표했다. 벨기에도 기존 원자로의 수명 연장을 두고 논쟁을 벌여 왔다.
조지 몬비오는 《가디언》에서 유럽이 "러시아로부터 가스 41%, 석유 27%를 수입하고 있다"고 주장하면서 유럽이 "화석 연료 탈출에 실패함으로써 독재 정권에 비겁하게 의존하여 자기 자신을 깎아내렸다"고 주장했다.
일부 논평가들은 또한 러시아의 원자력 기술 수출 문제를 제기했다. 핀란드의 한히키비 원자력 발전소 프로젝트는 이번 침공으로 취소되었다. 요하네스버그 대학의 하르무트 빈클러는 러시아 국영 원자력 기업인 로사톰이 침공으로 해외 사업에 상당한 손실을 입었다면서 "러시아의 해외 원전 건설 시대는 곧 끝날 것 같다"고 말했다.

## 같이 보기
- 우크라이나의 원자력 발전